# Encarsia explorata
Encarsia explorata is een vliesvleugelig insect uit de familie Aphelinidae. De wetenschappelijke naam is voor het eerst geldig gepubliceerd in 1930 door Silvestri.